# Liste der Kulturdenkmäler in Kirtorf
Die folgende Liste enthält die in der Denkmaltopographie ausgewiesenen Kulturdenkmäler auf dem Gebiet  der  Stadt Kirtorf, Vogelsbergkreis, Hessen.
Hinweis: Die Reihenfolge der Denkmäler in dieser Liste orientiert sich zunächst an Stadtteilen und anschließend der Anschrift, alternativ ist sie auch nach der Bezeichnung, der vom Landesamt für Denkmalpflege vergebenen Nummer oder der Bauzeit sortierbar.
Kulturdenkmäler werden fortlaufend im Denkmalverzeichnis des Landes Hessen durch das Landesamt für Denkmalpflege Hessen auf Basis des Hessischen Denkmalschutzgesetzes (HDSchG) geführt. Die Schutzwürdigkeit eines Kulturdenkmals hängt nicht von der Eintragung in das Denkmalverzeichnis des Landes Hessen oder der Veröffentlichung in der Denkmaltopographie ab.

Das Vorhandensein oder Fehlen eines Objekts in dieser Liste ist keine rechtsverbindliche Auskunft darüber, ob es Kulturdenkmal ist oder nicht: Diese Liste entspricht möglicherweise nicht dem aktuellen Stand der offiziellen Denkmaltopographie. Diese ist für Hessen in den entsprechenden Bänden der Denkmaltopographie Bundesrepublik Deutschland und im Internet unter DenkXweb – Kulturdenkmäler in Hessen einsehbar. Auch diese Quellen sind, obwohl sie durch das Landesamt für Denkmalpflege Hessen aktualisiert werden, nicht immer aktuell, da es im Denkmalbestand immer wieder Änderungen gibt.
Eine verbindliche Auskunft erteilt allein das Landesamt für Denkmalpflege Hessen.
Nutze diese Kartenansicht, um Koordinaten in der Liste zu setzen. In dieser Kartenansicht sind Kulturdenkmale ohne Koordinaten mit einem roten bzw. orangen Marker dargestellt und können in der Karte gesetzt werden. Kulturdenkmale ohne Bild sind mit einem blauen bzw. roten Marker gekennzeichnet, Kulturdenkmale mit Bild mit einem grünen bzw. orangen Marker.

## Stadtteile
Die Kulturdenkmäler der Stadtteile sind in eigenen Listen der Orte enthalten:
- Liste der Kulturdenkmäler in Arnshain
- Liste der Kulturdenkmäler in Gleimenhain
- Liste der Kulturdenkmäler in Heimertshausen
- Liste der Kulturdenkmäler in Lehrbach
- Liste der Kulturdenkmäler in Ober-Gleen
- Liste der Kulturdenkmäler in Wahlen (Kirtorf)

## Kulturdenkmäler Kernstadt
| Bild                                                    | Bezeichnung                           | Lage                                                                | Beschreibung | Bauzeit                    | Objekt-Nr. |
| ------------------------------------------------------- | ------------------------------------- | ------------------------------------------------------------------- | --- | -------------------------- | ---------- |
| Bild gesucht BW                                         |                                       | Allee LageFlur: 2, Flurstück: 75/3                                  | |                            | 814001     |
| Alsfelder Straße 1                                      |                                       | Alsfelder Straße 1 LageFlur: 1, Flurstück: 46/1                     | |                            | 813990     |
| Alsfelder Straße 5                                      | Sogenanntes „Doktorhaus“              | Alsfelder Straße 5 LageFlur: 1, Flurstück: 47/2                     | |                            | 813234     |
| Bild gesucht BW                                         |                                       | Alsfelder Straße 8 LageFlur: 2, Flurstück: 74/1                     | |                            | 814162     |
| Bild gesucht BW                                         | Brücke über die Ohmena                | Alsfelder Straße (B 62) LageFlur: 1, Flurstück: 81/27, 81/31, 81/32 | |                            | 813995     |
| Alsfelder Tor 1                                         |                                       | Alsfelder Tor 1 LageFlur: 2, Flurstück: 51/2                        | |                            | 813353     |
| Bild gesucht BW                                         | Forsthaus                             | Alsfelder Tor 46 LageFlur: 22, Flurstück: 1/1                       | |                            | 814126     |
| Bild gesucht BW                                         | Ehemalige Kaplanei                    | Am Kaplaneiberg 3 LageFlur: 1, Flurstück: 3/1                       | |                            | 813730     |
| Bild gesucht BW                                         | Ehemalige Schule                      | Am Kaplaneiberg 5 LageFlur: 1, Flurstück: 5/2                       | |                            | 813661     |
| Bild gesucht BW                                         | Pfarrhaus                             | Am Kaplaneiberg 7 LageFlur: 1, Flurstück: 6/4                       | |                            | 813356     |
|                                                         |                                       | Am Kaplaneiberg 16 LageFlur: 2, Flurstück: 252/4                    | |                            | 813965     |
| Am Kaplaneiberg 22                                      |                                       | Am Kaplaneiberg 22 LageFlur: 2, Flurstück: 256/1                    | |                            | 813382     |
| Bild gesucht BW                                         | Wasserwerk                            | Am Steinböhlsgraben (ohne Nummer) LageFlur: 17, Flurstück: 1/1      | |                            | 814124     |
| Bild gesucht BW                                         | Jüdischer Friedhof Kirtorf            | Auf der Dreispitz (ohne Nummer) LageFlur: 13, Flurstück: 48         | Der jüdische Friedhof in Kirtorf blieb während der NS-Zeit unangetastet und es sind 57 Sandsteingrabmale in drei Reihen vorhanden. Der älteste lesbare Grabstein datiert von 1841 und der jüngste Grabstein von 1935. Der Friedhof ist ein Kulturdenkmal aus geschichtlichen und wissenschaftlichen Gründen.                                             | 1832                       | 813636     |
| Bild gesucht BW                                         |                                       | Braugasse 1 LageFlur: 1, Flurstück: 74                              | |                            | 814003     |
| Bild gesucht BW                                         | Hasenborn                             | Erbenhäuser Weg (ohne Nummer) LageFlur: 2, Flurstück: 342/5         | |                            | 813445     |
| Bild gesucht BW                                         |                                       | Erbenhäuser Weg 5 LageFlur: 2, Flurstück: 150/1                     | |                            | 814127     |
| Bild gesucht BW                                         |                                       | Erbenhäuser Weg 8 LageFlur: 2, Flurstück: 154                       | |                            | 814128     |
| Bild gesucht BW                                         |                                       | Erbenhäuser Weg 11/13 LageFlur: 2, Flurstück: 147/1, 148            | |                            | 813660     |
| Bild gesucht BW                                         |                                       | Gemündener Straße 3 LageFlur: 2, Flurstück: 97                      | |                            | 813447     |
| Bild gesucht BW                                         | Ehemaliges Forstamt Kirtorf           | Gemündener Straße 11 LageFlur: 2, Flurstück: 105/3                  | |                            | 813448     |
| Bild gesucht BW                                         | Viehwaage                             | Grüner Weg 2 LageFlur: 2, Flurstück: 73                             | |                            | 813376     |
| Bild gesucht BW                                         |                                       | Hofacker 12 LageFlur: 2, Flurstück: 217, 218                        | |                            | 813637     |
| Bild gesucht BW                                         |                                       | Hofacker 16 LageFlur: 2, Flurstück: 214/1                           | |                            | 813640     |
| Bild gesucht BW                                         |                                       | Hof Rothenberg (ohne Nummer) LageFlur: 2, Flurstück: 77             | |                            | 814125     |
| Marburger Straße 7 · Marburger Straße 7, Straßenansicht |                                       | Marburger Straße 7 LageFlur: 1, Flurstück: 17, 18                   | |                            | 813721     |
| Marburger Straße 10                                     |                                       | Marburger Straße 10 LageFlur: 2, Flurstück: 160                     | |                            | 813552     |
| weitere Bilder                                          | Evangelische Kirche                   | Marburger Straße 11 LageFlur: 1, Flurstück: 20/3                    | Saalkirche aus Bruchsteinen mit einem dreiseitigen Schluss des Kirchenschiffes im Osten. Quadratischer Kirchturm im Westen mit einem achteckigen, schiefergedeckten Aufsatz und einer doppelstöckigen Haube. Kulturdenkmal aus geschichtlichen, künstlerischen und städtebaulichen Gründen.                                                              | 1725/31                    | 813991     |
| Marburger Straße 12                                     | Ehemalige Stadtmühle                  | Marburger Straße 12 LageFlur: 2, Flurstück: 161                     | |                            | 813380     |
| Marburger Straße 19                                     |                                       | Marburger Straße 19 LageFlur: 1, Flurstück: 1/1                     | |                            | 814002     |
| Bild gesucht BW                                         |                                       | Marburger Straße 33 LageFlur: 2, Flurstück: 221                     | |                            | 814004     |
| Bild gesucht BW                                         |                                       | Marburger Straße 42 LageFlur: 2, Flurstück: 189                     | |                            | 813355     |
| Bild gesucht BW                                         |                                       | Marburger Straße 44 LageFlur: 2, Flurstück: 190                     | |                            | 813381     |
| Bild gesucht BW                                         |                                       | Marburger Straße 46 LageFlur: 2, Flurstück: 191                     | |                            | 814016     |
| Bild gesucht BW                                         |                                       | Marburger Straße 49 LageFlur: 13, Flurstück: 162/1                  | |                            | 814175     |
| Bild gesucht BW                                         |                                       | Marburger Straße 56 LageFlur: 2, Flurstück: 207/1                   | |                            | 813641     |
| weitere Bilder                                          | Kriegerdenkmal                        | Neustädter Straße (ohne Nummer) LageFlur: 2, Flurstück: 323/5       | Gedenksäule Deutsch-Französischer Krieg 1870–71 |                            | 813210     |
| Bild gesucht BW                                         | Sachteil Freigespärre mit Wetterfahne | Neustädter Straße 2/2a LageFlur: 1, Flurstück: 32/7, 39/1           | |                            | 938645     |
| Neustädter Straße 3 (2020)                              |                                       | Neustädter Straße 3 LageFlur: 2, Flurstück: 60/1                    | |                            | 814177     |
| Neustädter Straße 7 (2020)                              |                                       | Neustädter Straße 7 LageFlur: 2, Flurstück: 56                      | |                            | 813674     |
| Neustädter Straße 9                                     |                                       | Neustädter Straße 9 LageFlur: 2, Flurstück: 58                      | |                            | 813357     |
| weitere Bilder                                          | Rathaus                               | Neustädter Straße 10 LageFlur: 2, Flurstück: 1                      | Zweigeschossiger Fachwerkbau auf einem massiven Erdgeschoss von Zimmermeister Johann Conrad Koehler errichtet. Das Rathaus befindet sich auf einem Gewölbekeller eines Vorgängerhauses aus dem 16. Jahrhundert. Kulturdenkmal aus geschichtlichen, künstlerischen und städtebaulichen Gründen.                                                           | 18. Jahrhundert            | 813970     |
| Neustädter Straße 15                                    |                                       | Neustädter Straße 15 LageFlur: 2, Flurstück: 52                     | |                            | 813883     |
| Bild gesucht BW                                         | Ehemalige Schule                      | Neustädter Straße 18 LageFlur: 2, Flurstück: 21/6                   | |                            | 813996     |
| Bild gesucht BW                                         | Ehemaliges Spritzenhaus               | Neustädter Straße 25 LageFlur: 2, Flurstück: 26/4                   | |                            | 938646     |
| Neustädter Tor 8 · Neustädter Tor 8, Innenhof           | Museum Kirtorf                        | Neustädter Tor 8 LageFlur: 2, Flurstück: 258/3                      | Dreigeschossiges Fachwerkhaus in Ständerbauweise mit anhängendem ehemaligen Wirtschaftsgebäude und einer Unterkellerung in Gewölbeform ausgeführt ist. Das Dachgeschoss ist ausgebaut und das ursprüngliche Gebäude wurde mehrmals umgebaut und saniert. Das heutige Heimatmuseum ist ein Kulturdenkmal aus geschichtlichen und städtebaulichen Gründen. | 16. Jahrhundert (Ursprung) | 813214     |
| Neustädter Tor 12                                       |                                       | Neustädter Tor 12 LageFlur: 2, Flurstück: 259/7                     | |                            | 813992     |
| Bild gesucht BW                                         | Gefallenendenkmal am Friedhof         | Rabenbornsweg (ohne Nummer) LageFlur: 2, Flurstück: 278             | |                            | 814129     |
| Backhaus                                                | Backhaus                              | Sand 16 LageFlur: 1, Flurstück: 61                                  | |                            | 813235     |
| Bild gesucht BW                                         | Ehemalige Mikwe                       | Sand 18 LageFlur: 1, Flurstück: 62/1                                | |                            | 813354     |